# Caulanthus pilosus
Caulanthus pilosus är en korsblommig växtart som beskrevs av Sereno Watson. Caulanthus pilosus ingår i släktet Caulanthus och familjen korsblommiga växter. Inga underarter finns listade i Catalogue of Life.